# Royal Academy of Music (compagnie)
 (mai 2020).
Si vous disposez d'ouvrages ou d'articles de référence ou si vous connaissez des sites web de qualité traitant du thème abordé ici, merci de compléter l'article en donnant les références utiles à sa vérifiabilité et en les liant à la section « Notes et références ».
Ne doit pas être confondu avec Royal Academy of Music (école de musique).
La Royal Academy of Music était une compagnie fondée en février 1719, alors que Georg Friedrich Haendel résidait à Cannons, par un groupe d'aristocrates désireux de pouvoir assister de façon régulière à des représentations d'opéras, avec la collaboration des chanteurs les plus fameux d'Europe. 

## Histoire
La Royal Academy of Music commanda un nombre important de nouveaux opéras à trois des plus grands compositeurs de l'époque :  Haendel, Attilio Ariosti et Giovanni Bononcini. 
Elle fut créée sous la forme d'une société par actions, avec lettres patentes du souverain britannique, George Ier, pour une durée prévue de 21 ans. Elle était dirigée par un gouverneur, un gouverneur délégué et un conseil d'administration comprenant au moins quinze membres. 
En fait, elle n'assura que neuf saisons d'opéras, et finit par sombrer dans les difficultés financières. Au total, 34 opéras y furent créés en plus de 460 représentations.
Les quatorze opéras composés par Haendel pour la Royal Academy sont Radamisto (1720), Muzio Scevola et Floridante (1721), Ottone et Flavio (1723), Giulio Cesare et Tamerlano (1724), Rodelinda (1725), Scipione et Alessandro (1726), Admeto et Riccardo Primo (1727), enfin Siroe et Tolomeo (1728) ; il composa aussi le pasticcio Elpidia.